# Leucania punctosa
Leucania punctosa là một loài bướm đêm trong họ Noctuidae.